# Центральный парк (Нью-Йорк)
Центра́льный парк (Се́нтрал-парк; англ. Central Park) в Нью-Йорке является одним из крупнейших в США и известнейших в мире. Парк расположен на острове Манхэттен между 59-й и 110-й улицей и Пятой и Восьмой авеню и имеет прямоугольную форму. Длина парка — около 4 километров, ширина — около 800 метров, общая площадь — 3,41 км². Парк посещают примерно 25 миллионов человек в год, он является наиболее посещаемым парком в США, и его показ во многих фильмах и телевизионных шоу сделал парк одним из самых знаменитых в мире. Парк обслуживается Комитетом по охране природы Центрального парка (англ. Central Park Conservancy), частной некоммерческой организацией, которая управляет парком по контракту с Департаментом парков и мест отдыха (англ. Department of Parks and Recreation) города Нью-Йорк.
Проект парка был разработан архитекторами Фредериком Олмстедом и Калвертом Воксом. Последний позднее основал большой Проспект-парк в Бруклине. Несмотря на то что парк выглядит очень натурально, практически все ландшафты созданы вручную. В парке есть несколько искусственных озёр, большое количество аллей, два ледовых катка, уголки «нетронутой дикой природы» и лужайки, используемые для различных спортивных состязаний, а также детские игровые площадки и свой зоопарк. В парк залетают мигрирующие птицы, и поэтому он очень популярен среди любителей птиц. 10-километровая дорога, окружающая парк, часто используется бегунами, велосипедистами и любителями роликовых коньков, особенно в выходные дни и после 7 часов вечера, когда автомобильное движение запрещено. Центральный парк часто называют зелёными лёгкими Манхэттена.
Будучи самым большим на острове Манхэттен, Центральный парк в несколько раз уступает по площади наибольшему парку в городе — Пелем-Бей-парку, находящемуся в Бронксе.

## История парка

### Предыстория
За период с 1820 по 1850 год население города Нью-Йорка выросло более чем в 4 раза, преодолев полумиллионный рубеж. Город, основанный на южной оконечности Манхэттена, быстро расширялся, и уединённых мест для отдыха становилось всё меньше и меньше. Идея образования общественной зоны отдыха вопреки градостроительному плану зародилась задолго до образования парка. Ещё в 1844 году поэт и издатель газеты Evening Post (ныне New York Post) Уильям Брайант высказался, что «коммерческая деятельность поглощает берег острова дюйм за дюймом, и если мы хотим спасти какую-либо часть его для здоровья и рекреации, мы должны это сделать прямо сейчас». В пользу такого места высказался и известный ландшафтный дизайнер Эндрю Даунинг: «большой и общедоступный парк, хотя и потребует средств, но при этом облагородит, сделает культурным национальный характер, воспитает любовь к сельской красоте… в таком парке жители будут кататься на повозках, верхом на лошадях… и на время забудут грохот мостовой и ослепительный блеск кирпичных стен».
Стильное место для гуляний, подобно Булонскому лесу в Париже или Гайд-парку в Лондоне, было востребовано многими влиятельными ньюйоркцами. При этом, по мнению авторов книги по истории парка Роя Розенцвейга (Roy Rosenzweig) и Элизабет Блэкмар (Elizabeth Blackmar), продвигавшие проект состоятельные граждане преследовали не только общественные, но и коммерческие интересы. По замыслу инициаторов, парк должен был расположиться на берегу Ист-Ривер на территории фермы Jones Wood (ныне квартал Верхний Ист-Сайд), однако городской совет после шестимесячного рассмотрения признал этот участок слишком малым для Нью-Йорка. Вместо этого совет предложил другой участок прямоугольной формы в промежутке между Шестой и Восьмой авеню, 59-й и 106-й улицами в центре острова, площадь которого почти в 5 раз превышала площадь территории фермы на Ист-Ривер. Выбору способствовал сложный рельеф местности со скалистыми выступами, мало пригодный для строительства и хозяйственного использования, что отражалось на стоимости земли.

### Организационные решения

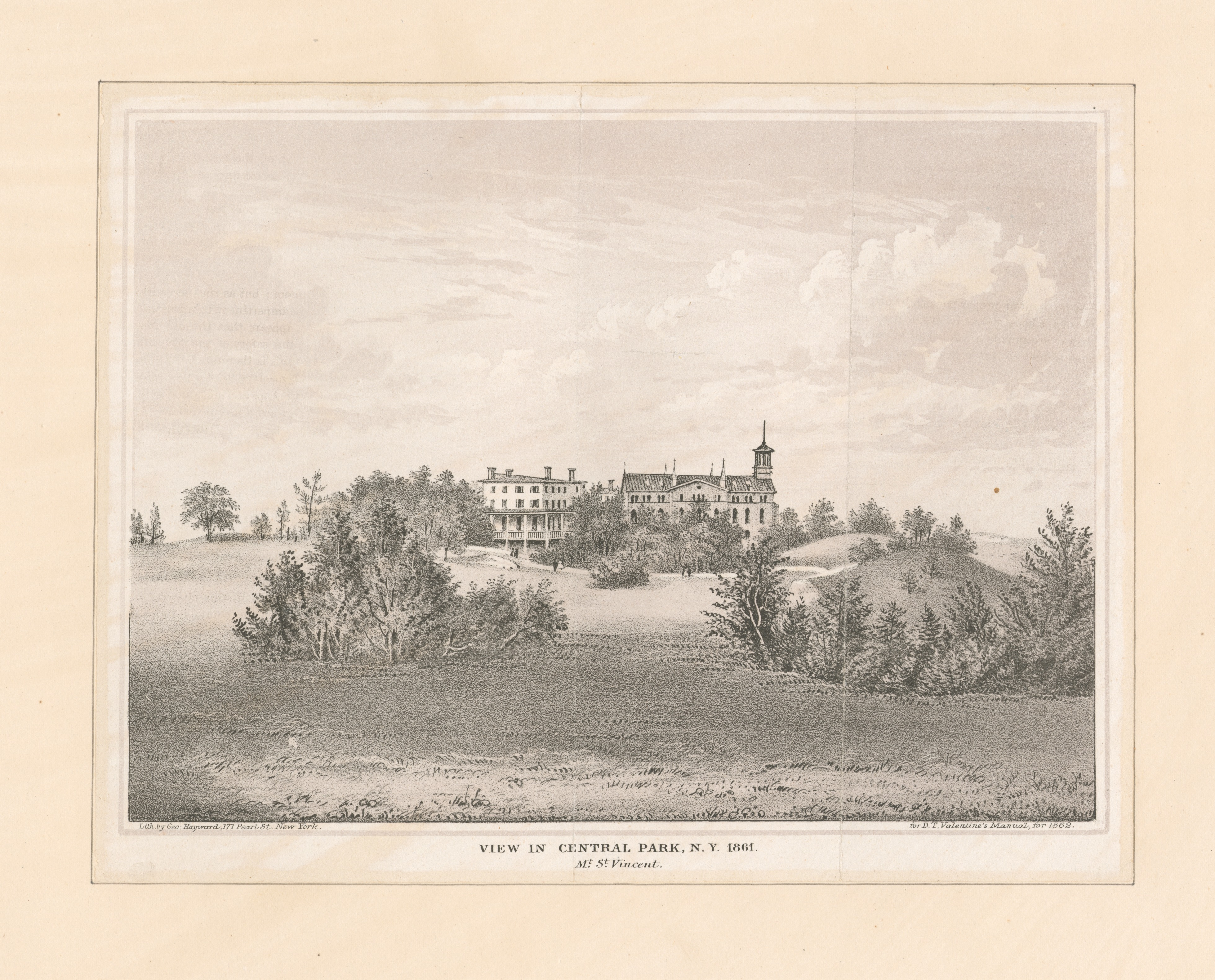
Здание Академии святого Викентия, выкупленное городом. Литография 1861 года

В июле 1853 года законодательное собрание штата Нью-Йорк проголосовало за документ о принудительном отчуждении частной собственности на выделенной территории площадью 778 акров (3,1 км²) под устройство парка; на компенсации собственникам планировалось потратить более 5 млн долларов.
Это решение, хоть и являлось необходимой формальностью, всё же не поставило точку в судьбе Центрального парка: вскоре после него экономика США стала испытывать трудности, и в 1854—1855 годы Нью-Йорк переживал период рецессии. Как следствие, перед городскими властями стоял вопрос уже не об увеличении, а об уменьшении ранее одобренного участка или даже его переносе. В 1855 году только что избранному мэру Фернандо Вуду даже пришлось ветировать соответствующий законопроект городского совета.
Перед началом строительства требовалось выселить местных жителей, подавляющее большинство которых снимало жильё, жило относительно бедно и выполняло неквалифицированную работу. Около 90 % населения относило себя к афроамериканцам либо к иммигрантам из Ирландии и Германии. Для территории парка были характерны небольшие одноэтажные поселения со своими церквями и школами: Seneca Village, Harsenville, Piggery District. Всего на основании закона было выселено около 1600 жителей, все постройки были снесены.
В апреле 1857 года был образован Совет уполномоченных (Board of Commissioners), который вскоре объявил конкурс ландшафтного дизайна будущей зоны отдыха. Помимо требования сохранения нескольких дорог из одного конца парка в другой, были перечислены и его обязательные атрибуты: одна парадная и три игровых площадки, большой фонтан, концертный либо выставочный павильон, панорамная башня и классический сад. Кроме того, предлагалось обратить внимание на утопающие в зелени кладбища Маунт Оборн и Грин-Вуд, задавшие моду на идиллические, натуралистические ландшафты. На конкурс были представлены 33 работы, почти все из которых, помимо природных ландшафтов, включали монументальные архитектурные элементы типа большого выставочного зала, многометрового стрелкового тира или амфитеатра.

### Проект Олмстеда и Вокса

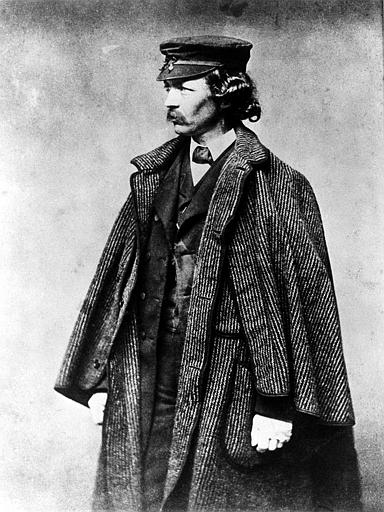
Фредерик Олмстед, первый главный архитектор. Фото 1857 года

Победители конкурса Фредерик Олмстед и Калверт Вокс представили свой проект под названием «Greensward» в марте 1858 года. В целом эта работа следовала традициям английского парка с его природным натурализмом. Элементы городского пейзажа были сведены к минимуму. Сквозное транспортное движение должно было быть убрано в опущенные ниже уровня земли проезды, обочины которых следовало покрыть густым кустарником и огородить забором, чтобы не портить впечатление сельской местности. На карте появились замкнутые извилистые дорожки, вдоль которых сменяли друг друга обрамлённые высокими деревьями лужайки, каменистые утёсы, озёра с лесистыми островами, лесистые пригорки. Парадную площадь авторы предложили сделать в виде широкой лужайки, входы в парк создать максимально демократичными.
Парадная, официальная часть — широкая тенистая эспланада по диагонали парка, оканчивающаяся двухъярусной террасой и фонтаном. По замыслу Олмстеда и Вокса, только на аллеях эспланады и на входах в парк могли присутствовать скульптурные композиции. Рядом с эспланадой планировалось построить здание мюзик-холла и прилегающей к ней оранжереи, а также разбить цветник. На высокой скале, известной как Vista Rock, предлагалось поставить невысокую смотровую башню. К северу от скалы в те годы располагался водосборник акведука, водой которого планировалось снабжать несколько рукотворных водоёмов, в том числе пруд в южной части парка, озеро к северу от террасы и новое водохранилище. Сам водосборник, по мнению авторов, не представлял интереса с эстетической точки зрения, и авторы не планировали привлекать к нему внимания. В северной части парка предлагалось разбить дендрарий и построить ботанический музей. План предполагал возведение девяти мостов, один из которых должен был быть каменным.
На внешний вид парка повлияли несколько образцов. Большое впечатление на Олмстеда произвёл Биркенхед-парк близ Ливерпуля, где он побывал в 1850 году; в этой зоне отдыха не было открывающихся видов в конце аллей и вообще прямолинейных дорожек, но зато присутствовали живописные пруды, редкие деревья, луга, крутые холмы и извилистые тропинки. При организации движения по аллеям авторы проекта ссылались на аналогичные решения в венском Пратере и парижском Булонском лесу, дорожные ограждения были скопированы из лондонского Риджентс-парка.

### Строительство
Фредерик Олмстед, принявший пост управляющего парка (Park Superintendent) ещё в 1857 году, после утверждения результатов конкурса был назначен также и его главным архитектором (Architect-in-Chief); Калверт Вокс занял должность помощника главного архитектора (Assistant to the Architect-in-Chief).

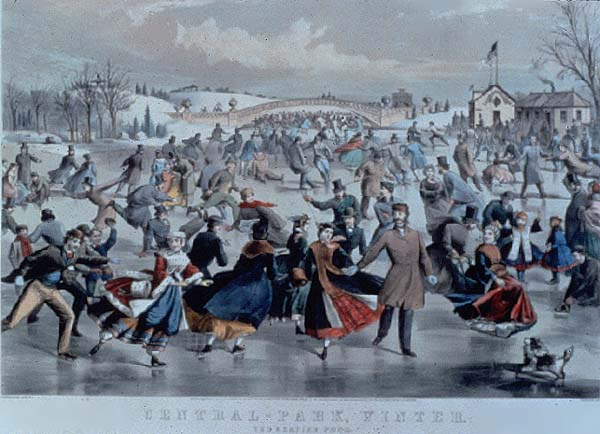
Катание на коньках, картина 1862 года

В основные задачи Вокса входило архитектурное проектирование различных строений, включая мосты, павильоны и лодочные станции, в то время как Олмстед отвечал за ландшафтный дизайн и художественное, эстетическое восприятие территории в целом. Большой вклад в обустройство зоны отдыха внесли архитектор Джейкоб Моулд, мастер озеленения Игнатс Пилат, инженер гидротехнических сооружений Джордж Уоринг, политический деятель и член Совета уполномоченных Эндрю Грин.
Строительство парка продолжалось с 1858 по 1873 год, когда он был официально открыт. В рельефном отношении его территория изначально представляла собой каменистые возвышенности в сочетании с болотами и маршами. Почвенный покров не подходил для многих растений, предусмотренных планом, а потому изымался и вывозился за пределы города. На его место было транспортировано более 7 млн м³ плодородной земли из Лонг-Айленда и Нью-Джерси. Большая часть горных пород была взорвана, на что потребовалось около 250 тонн пороха — больше, чем в битве при Геттисберге. Для создания оптимальной влажности была создана дренажная система, на которую ушло около 9,5 км керамической плитки. Ландшафт претерпел значительные трансформации: в одних местах земля выравнивалась, в других поднималась или, наоборот, опускалась. Было высажено 270 тыс. деревьев и кустарников. Ещё на стадии очистки стало очевидно, что траты на строительство превысят запланированный бюджет как минимум в три раза; в конечном счёте перерасход средств отразился на кадровых перестановках: в 1862 году управление парком перешло к Эндрю Грину, который ранее занимал должность главного контролёра.

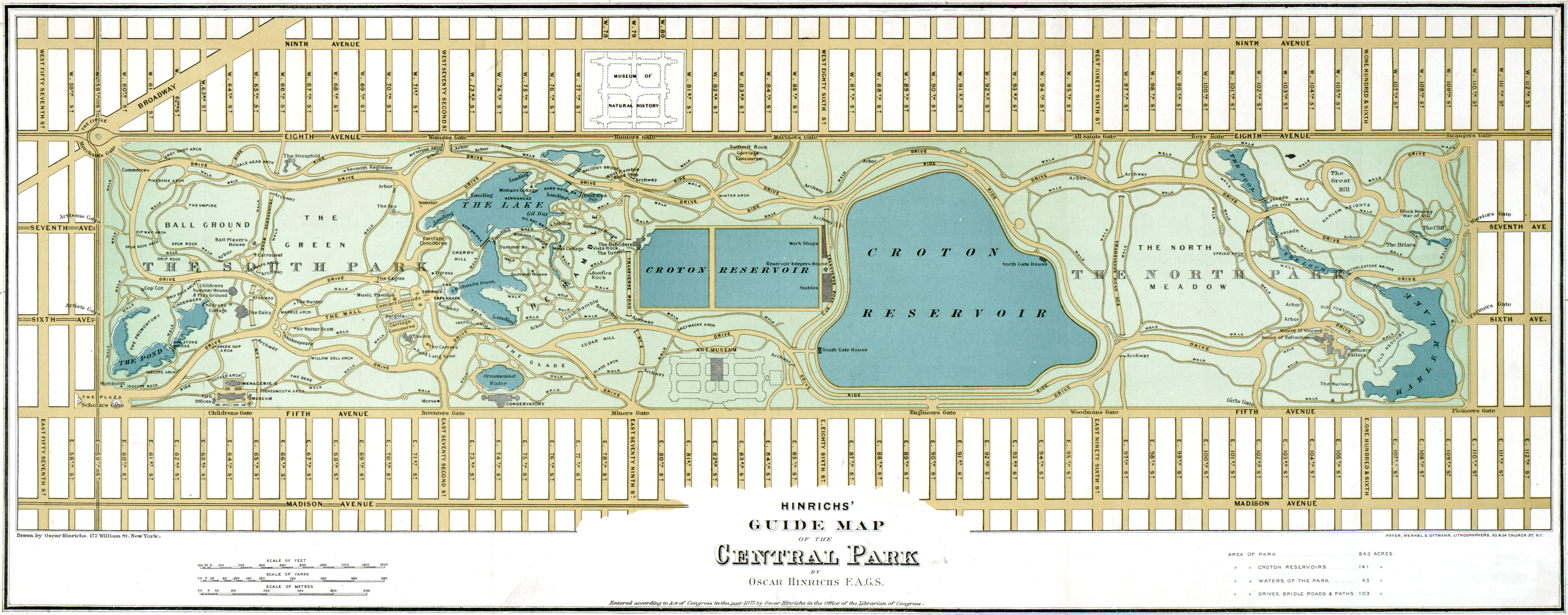
План 1875 года

Парк открывался поэтапно, по мере готовности участков. Первым открытым для публики объектом стал каток на озере, построенный в 1858 году. К концу 1860 года можно было полюбоваться прудом в юго-восточном углу, прогуляться по эспланаде «Молл» и другим аллеям с арочными мостами южнее 79-й улицы. В 1863 году территория всей зоны отдыха увеличилась за счёт нового участка между 106-й и 110-й улицами; общая площадь достигла 843 акров (3,1 км²). В годы гражданской войны (1861—1865) строительство затихло, в административном здании Совета уполномоченных разместился госпиталь, среди построек этого периода — «дамский буфет» (Ladies Refreshment Salon, 1864) вместо запланированного мюзик-холла. После войны было построено большинство архитектурных сооружений, в том числе замок Бельведер (1869), павильоны минеральных вод (Mineral Springs pavilion, 1869) и молочных продуктов (Dairy, 1871), карусель (1871), фонтан Бетесда (1873). В 1865 году посещаемость парка выросла до 7 млн человек в год.
Готовый парк выявил структурные изменения первоначального плана. Дорожки разделили отдельно для пешеходов, верховых и прогулочных транспортных средств, причём благодаря развязкам они нигде не пересекались. Вследствие этого количество мостов выросло с 9 до 34, большинство деревянных построек заменили на более современные. Каждый мост имел уникальную архитектуру, от простых сланцевых и гранитных до изящных кружевных в неоготическом стиле.

### Социализация
В первые годы посетителями парка в основном были состоятельные жители Нью-Йорка, имевшие не только свободное время, но и запряжённые лошадьми кареты для прогулок. Несколько более оживлёнными выглядели воскресные дни, когда часть посетителей приходила пешком, чтобы не только насладиться природой, но также покататься на коньках или лодках. На стадии строительства парк, помимо всего прочего, рекламировался как место для занятия спортом, однако после его окончания администрация не давала разрешения многочисленным клубам на организацию соревнований по популярным в то время крикету и бейсболу. Уже построенные три игровые площадки были отданы школьникам старших классов для внеклассного занятия физкультурой. Зато с самого начала предоставлялись услуги по аренде лодок, карет и инвалидных колясок; на эспланаде открылось фотоателье. Для детей было предусмотрено катание на осле и пони, в козьей упряжке, а также на карусели.
План «Greensward» не предполагал строительства зоопарка, хотя такое предложение поступало ещё на стадии обсуждения и присутствовало в других конкурсных работах. Зверинец возник стихийно за счёт животных, подаренных жителями города. В начале 1860-х годов для оленей, орланов и обезьян оборудовали загон возле эспланады, а в 1865 году, в связи с пополнением коллекции животных, сконструировали клетки в здании Арсенала. В 1870 году зверинец, получив статус официального заведения Центрального парка, переехал в новые, специально оборудованные для него помещения возле тыльного фасада Арсенала. В самом здании разместилась выставка только что образованного Музея естественной истории. В 1870-е годы началась история ещё одного всемирно известного учреждения — Музея искусств Метрополитен. Коллекция произведений искусств изначально экспонировалась в здании Dodworth Building на Пятой авеню, пока в 1880 году не переехала в построенное для неё здание на территории Центрального парка в створе 82-й улицы.
В 1880-е годы культурный отдых становится более разнообразным вследствие запросов широких слоёв населения, в том числе рабочего класса. По воскресным дням разрешаются ранее недоступные для многих развлечения: катания на лодках, на пони и в козьих повозках; снимаются запреты на торговые лотки. Первые воскресные концерты проводились ещё в предыдущее десятилетие, а в 1884 году все ранее вводимые на них ограничения были окончательно сняты. Лужайки открыли для занятия спортом — появились временные площадки для игры в теннис, стали проводиться соревнования по стрельбе из лука, американскому футболу и лакроссу. На некоторых аллеях разрешили катание на велосипедах и роликовых коньках.
В 1899 году напротив 105-й улицы была построена задуманная ещё Олмстедом и Воксом оранжерея, позднее преобразованная в сад Conservatory Garden. К 1912 году покрытые гравием дорожки для транспортных средств были заасфальтированы, к разрешённым на лужайках командным играм добавились футбол, хоккей, бейсбол и крикет. Появился запрос на огороженный участок для игр, и в 1926 году открылась первая, и на сегодняшний день самая крупная, детская площадка — Heckscher Playground. В 1929 году «дамский буфет» был преобразован в ресторан и ночной клуб Casino, который быстро стал одним из самых фешенебельных в Нью-Йорке.

### Реконструкция Мозеса
Ещё в 70-е годы XIX века, когда только завершилось строительство, парк начал увядать, многие природные и архитектурные объекты, по словам Олмстеда, приобрели «неряшливый» вид. Лужайки теряли травянистый покров, превращаясь в вытоптанные поля. Аллеи наоборот, покрывались мусором и зарастали травой. Погибшие растения подолгу не убирали, некоторые мосты требовали ремонта, часть скамеек лежала опрокинутыми. На деградацию зоны отдыха повлияли несколько ключевых факторов, в том числе либерализация правил поведения (снятие многочисленных запретов), рост посещаемости и недостаточное финансирование. В XX веке к негативным факторам добавилось загрязнение воздуха выхлопными газами и продуктами переработки угля. Накануне Первой мировой войны и без того скудный бюджет был сокращён вдвое и вернулся к прежним значениям только к концу 1920-х годов. Плачевное состояние сохранялось несколько десятилетий и начало меняться в лучшую сторону лишь с началом Великой депрессии, когда стоимость рабочей силы резко упала и появились федеральные гранты.

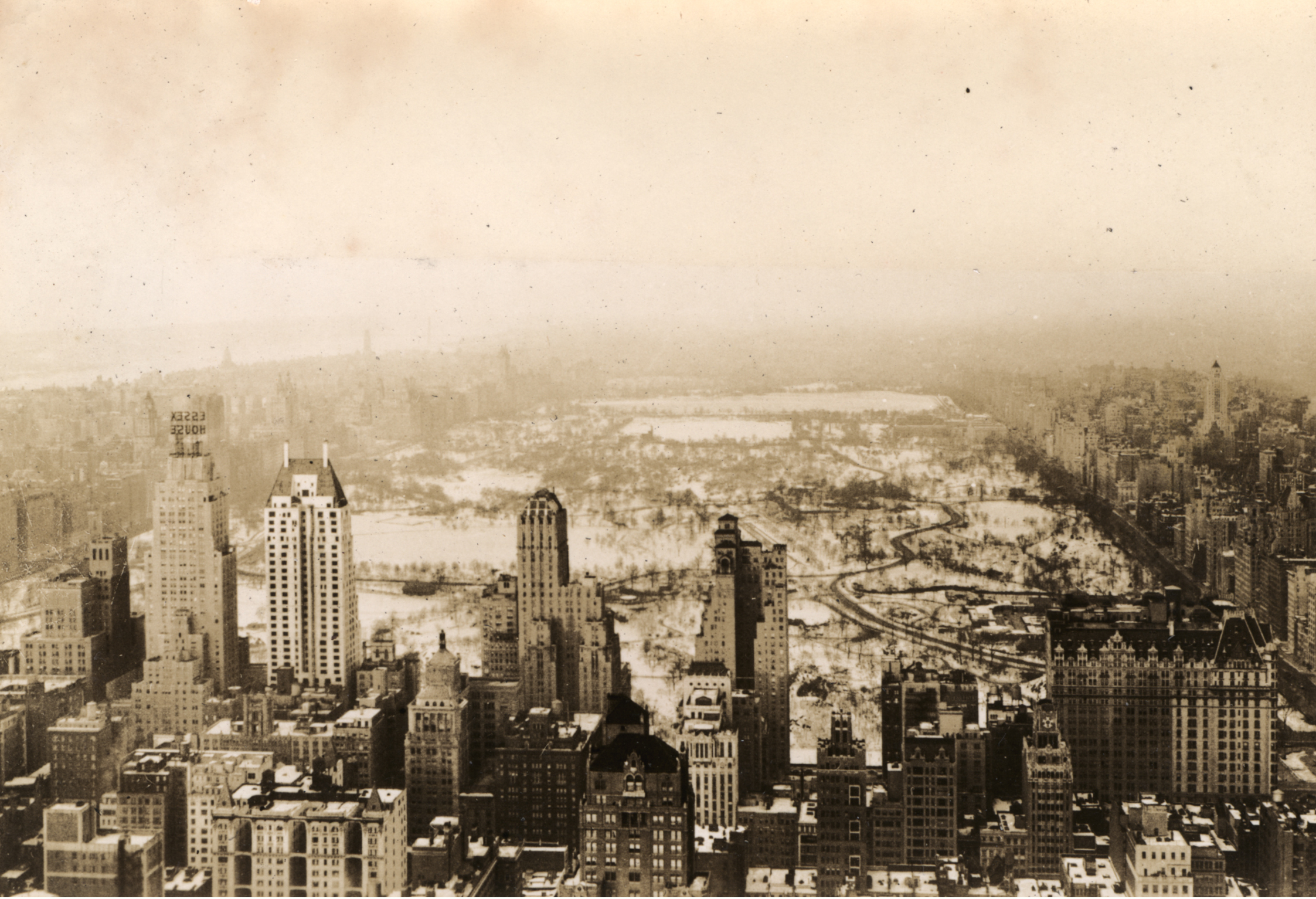
Вид на парк с высоты только что построенного здания Джи-И, 1935 год

В 1934 году новый мэр Фьорелло Ла Гуардиа объединил 5 имеющих отношение к городским паркам департаментов и назначил Роберта Мозеса ответственным за приведение их в порядок. На посту главы Департамента парков города (NYC Parks Commissioner) Мозес пересмотрел то, что действительно устарело и вышло из моды. В отличие от отцов-основателей, он рассматривал парки в качестве зон активного отдыха с развитой системой оздоровительных сооружений: теннисными кортами, бассейнами, бейсбольными полями, игровыми площадками. Активно используя выделявшиеся Вашингтоном средства, он за несколько лет работы построил более двадцати новых игровых и спортивных площадок, осуществил ремонт аллей и мостов, вновь озеленил лужайки, заменил больные и погибшие растения на новые. Наиболее значимые сооружения Мозеса в довоенный период — широкая лужайка Great Lawn с площадками для боулинга, шаффлборда и крикета на месте разрушенного водосборника, и новый зоопарк. Во втором случае учреждение получило постоянное место прописки и современное название, звери переехали из деревянных бараков в просторные каменные здания. При Мозесе был разрушен приобретший к тому времени дурную славу ресторан и ночной клуб Casino; на его месте была разбита детская площадка. В другом конце парка в 1934 году на месте построенной Моулдом овчарни открылся новый ресторан Tavern on the Green.
Перед началом Второй мировой войны Центральный парк разительно отличался от себя же в начале века — в нём проводились многочисленные фестивали, карнавалы, спортивные и культурные мероприятия. Работали различные кружки, начиная от любительской фотографии и карточных игр, и заканчивая авиамоделированием. В послевоенные годы, когда поступление федеральных средств прекратилось, Мозес стал привлекать деньги спонсоров, взамен обещая им увековечить их имена в названиях и на памятных табличках; так были построены две новые лодочные станции, каток Уоллмен-Ринк, каток и бассейн Ласкер-Ринк, карусель Майкла Фридсэма, открытый театр Делакорт, шахматно-шашечный домик, две спортивные площадки.

### «Удовольствие для каждого»
В 60-е и 70-е годы XX века в парке стали проводиться массовые публичные мероприятия культурного и политического характера. В июне 1962 года на сцене театра Делакорт состоялась постановка «Венецианского купца» с Джорджем Скоттом в роли Шейлока, положившая начало традиции проведения ежегодного Шекспировского фестиваля. Лужайка Great Lawn стала местом организации различных празднеств, ярмарок и бесплатных концертов, в том числе исполнителей классической музыки: Нью-Йоркского филармонического оркестра и театра Метрополитен Опера. Особую популярность приобрели выступления поп-звёзд первой величины: например, концерт Барбры Стрейзанд в мае 1967 года. Во второй половине 60-х годов Центральный парк стал центром протестных настроений против войны во Вьетнаме: в частности, многотысячные акции состоялись в марте 1966 и апреле 1967 года.
В целом, политика администрации со вступлением на пост главы Департамента парков Нью-Йорка Томаса Ховинга (1966—1967) и Августа Хекшера II (1967—1972) претерпела значительные изменения. Новые руководители не только не препятствовали организации массовых мероприятий, но и всячески способствовали их проведению; этнические праздники и собрания по интересам на территории зоны отдыха стали обыденностью. Правила поведения ещё более упростились: запрет на оголение торса и требование обязательной лицензии для коммерческих художников были сняты, получение других разрешений (для уличных музыкантов и т. п.) стало формальностью. Призыв ко всем слоям населения социализироваться в парке, названное газетой New York Times «удовольствием для каждого», привёл к появлению многочисленных неформальных тусовок: хиппи, йиппи, фанатов альтернативной музыки и сторонников нетрадиционных сексуальных отношений. На аллеях стали обычными торговля марихуаной и громкая музыка из бумбоксов.
Смена приоритетов негативно отразилась на состоянии парка. Как вспоминал Дуглас Блонски (Douglas Blonsky), первый президент новой управляющей организации Central Park Conservancy, «годы бесхозяйственности и не отвечающего требованиям содержания превратили шедевр ландшафтной архитектуры в
пыльный котёл днём и опасную территорию ночью». К концу десятилетия ступени и причалы террасы Бетесда были покрыты граффити, лужайка Sheep Meadow напоминала вытоптанное поле, замок Бельведер закрылся из-за многократного вандализма, в пруду плавали банки из-под пива. Ситуацию усугубил бюджетный кризис 1970-х годов, когда многие служащие Нью-Йорка потеряли работу и власти перенаправили бюджетные средства на иные нужды.

### Частно-государственное партнёрство

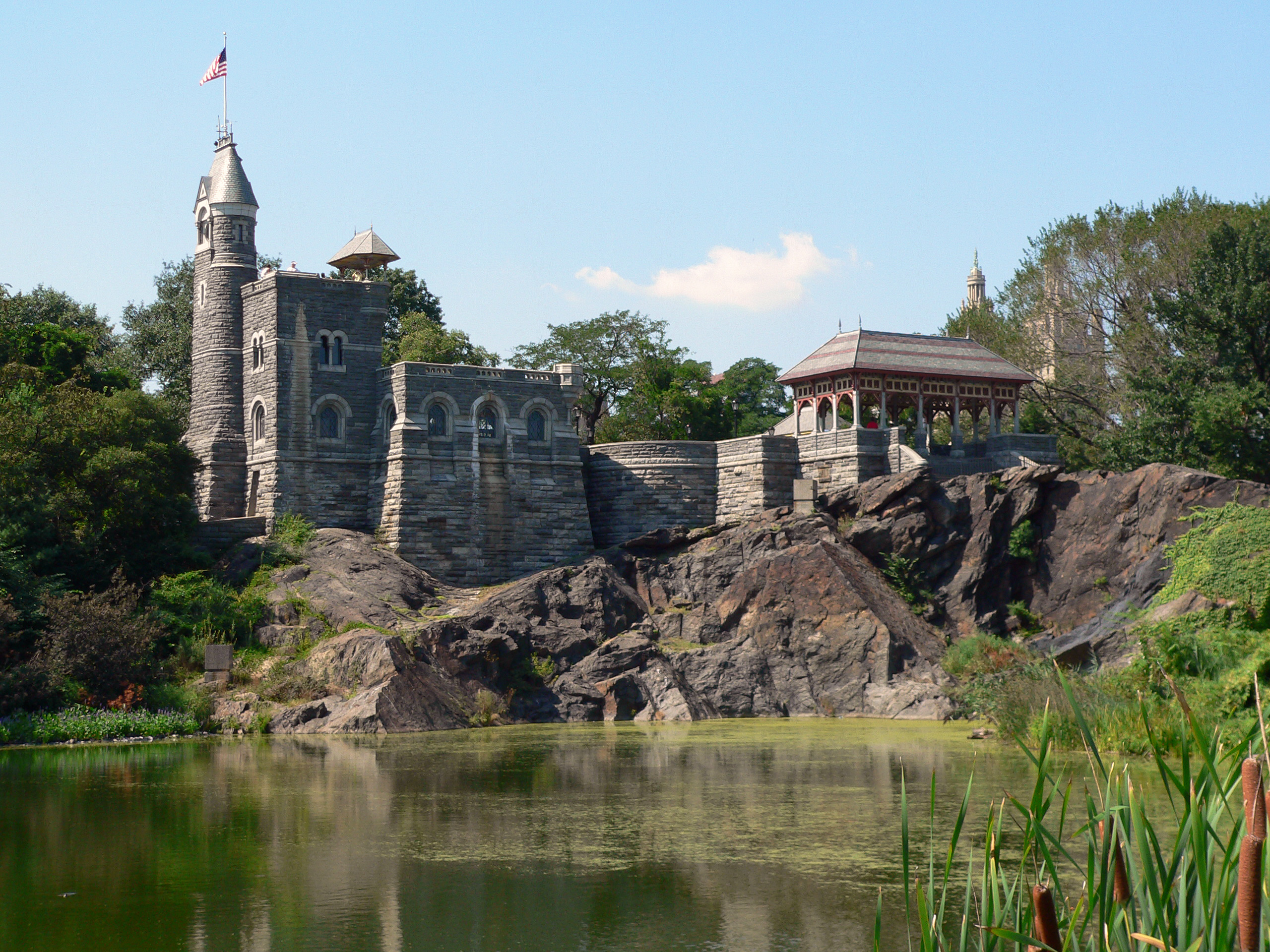
Восстановленный замок Бельведер

В 1980 году, когда к очередной реконструкции и администрированию подключилась некоммерческая организация Central Park Conservancy, для парка началась новая эпоха. Помимо городского бюджета стали активно привлекаться деньги спонсоров, в том числе расквартированных в Нью-Йорке крупных транснациональных корпораций и жителей окрестных домов. Зоопарк был отстроен заново и стал платным, его управлением занялось Зоологическое сообщество Нью-Йорка (New York Zoological Society, ныне организация Wildlife Conservation Society). Каток Уоллмен-Ринк также перешёл в частные руки: его реконструкцией и последующим обслуживанием занялся предприниматель и будущий президент США Дональд Трамп. Проведение массовых мероприятий на лужайке Great Lawn было резко ограничено: остановлено проведение разнообразных фестивалей и сокращено число концертов поп- и рок-музыкантов.
Организация Central Park Conservancy поставила перед собой цель возродить творение его создателей в первоначальном виде, при этом сохранив часть нововведений Мозеса. В 1987, 1993 и 2008 годах проведены кампании по привлечению частных средств, в восстановительных работах приняли участие более 1900 волонтёров. К началу 90-х годов произведено озеленение ландшафтов, восстановлены терраса Бетесда, замок Бельведер и шахматно-шашечный домик. Некоторые строения поменяли своё первоначальное назначение: так, павильон мороженого Dairy был переоборудован под гостевой центр. Одно из нововведений этого периода — мемориал Джона Леннона «Strawberry Fields» (1985), созданный по инициативе и на деньги Йоко Оно недалеко от места гибели музыканта. В 1987 году небольшой пруд возле замка Бельведер — единственный сохранившийся след засыпанного в 1930-м резервуара акведука, получил своё современное название Turtle Pond (буквально «черепаший пруд»). В девяностые пруд и прилегающая к нему лужайка Great Lawn подверглись масштабной реставрации. Тогда же были отреставрированы эспланада Молл, пруд Harlem Meer , а также долина рукотворного ручья The Loch в северной части парка.
Реставрационные работы различных объектов продолжились и в нулевые годы.

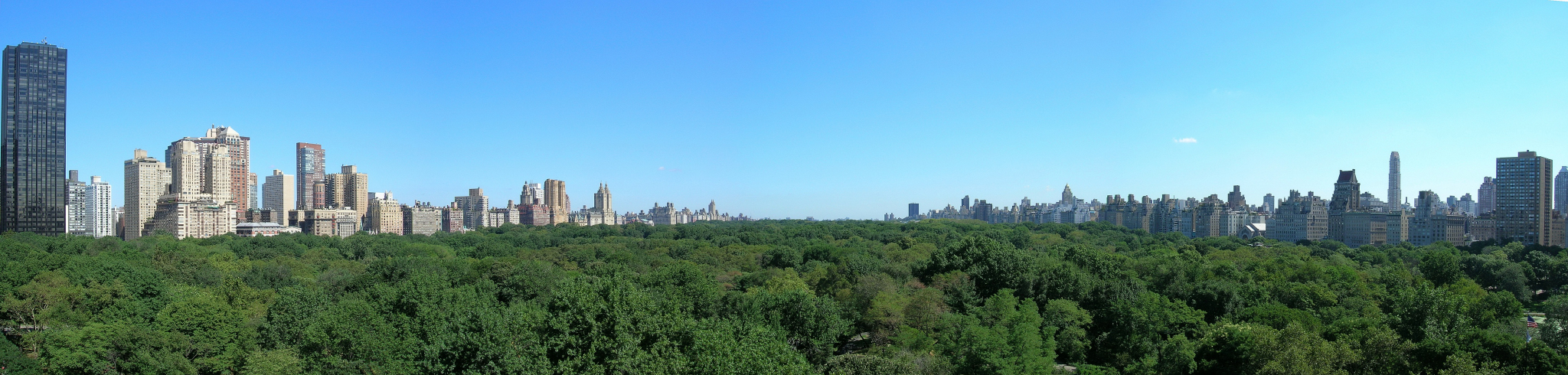
Парк в 2005 году

Панорамный вид Центрального парка с обзорной площадки небоскрёба GE-билдинг

## Комментарии
1. ↑  Согласно данным Бюро переписи населения США, население города в 1820 году составляло 123 706 человек, в 1850 году 515 547 человек. Следует учесть, что речь идёт об исторических границах города в пределах острова Манхэттен
2. ↑  Имеется в виду «Генеральный план Манхэттена» 1811 года, в котором остров был аккуратно расчерчен на прямоугольные кварталы. На территории парка до сих пор сохранился вбитый в скалу костыль, знаменующий будущее пересечение Шестой авеню и 65-й улицы
3. ↑  В оригинале: «Commerce is devouring inch by inch the coast of the island, and if we would rescue any part of it for health and recreation it must be done now»
4. ↑  В оригинале: «A large public park would not only pay in money, but largely civilize and refine the national character, [and] foster the love of rural beauty… In such a park, the citizens would take excursions in carriages, or on horseback… and forget a time the rattle of the pavement and the glare of brick walls»
5. ↑  Среди инициаторов и спонсоров создания парка называют крупного коммерсанта и судовладельца Роберта Минтёрна[англ.] (1805—1866)
6. ↑  В середине XIX века большинство улиц в районе парка ещё не сформировалось, их номера были заимствованы из генерального плана 1811 года
7. ↑  В 2001 году при входе в парк с западной стороны в районе 85-й улицы, где некогда находилось поселение Seneca Village, был установлен памятный знак. На церемонии установки знака присутствовали официальные лица со стороны парка, города и штата, в том числе губернатор штата Нью-Йорк Дэвид Пэтерсон
8. ↑  На первом этапе из основания террасы просто била струя воды. В 1873 году на её месте была возведена роскошная скульптурная композиция «Angel of the Waters». В настоящее время терраса и фонтан известны как «Бетесда» (Bethesda Terrace and Fountain)
9. ↑  Имеется в виду акведук Кротон[англ.], снабжавший жителей Нью-Йорка пресной водой с 1842 по 1955 год
10. ↑  В источнике: 10 млн кубических ярдов
11. ↑  В источнике: 6 миль
12. ↑  Основную работу выполняли иммигранты из Германии и Ирландии, зарабатывая за 10-часовой рабочий день от одного до полутора долларов
13. ↑  Позднее Вокс и Моулд спроектировали ещё два моста, доведя их число до 36. Ещё 3 моста были построены другими авторами в более позднее время
14. ↑  Первая в парке карусель управлялась мулом и лошадью, ходившими по кругу в подвале аттракциона
15. ↑  Среди таких подарков значились гусь, павлин, олень, аллигатор, удав, дикобраз, пеликан, койот и серая лисица
16. ↑  Современный Зоопарк Центрального парка, получивший своё развитие от описываемого зверинца, был основан и обосновался на текущем месте в 1934 году
17. ↑  В 1877 году музей переехал в специально построенное для него здание возле Центрального парка, в Арсенале разместилась администрация Центрального парка
18. ↑  В XIX веке воскресенья были единственными выходными днями для большинства наёмных работников
19. ↑  В годы Великой депрессии при администрации Франклина Рузвельта была образована Федеральная администрация чрезвычайной помощи, перераспределявшая средства в пользу штатов с целью уменьшения уровня безработицы
20. ↑  Старый и ненужный более резервуар был разобран и осушен в начале 30-х годов, ко времени прихода Мозеса на этом месте находился пустырь, занятый времянками сквоттеров — так называемый гувервилль
21. ↑  Предыдущая карусель сгорела в 1950 году
22. ↑  Создатель фестиваля Джозеф Папп[англ.] планировал показывать спектакли в районах Нью-Йорка со своей мобильной сцены, но она сломалась аккурат в Центральном парке
23. ↑  Митинг 1966 года стал второй протестной акцией на территории Центрального парка; первая, посвящённая избирательным правам женщин, состоялась в 1914 году
24. ↑  Полное название статьи New York Times: «Central Park’s New Era: Fun for Everyone»
25. ↑  В оригинале: «Years of poor management and inadequate maintenance had turned a masterpiece of landscape architecture into a virtual dustbowl by day and a danger zone by night»
26. ↑  После выступления Дайаны Росс в 1983 году концерты музыкантов носили эпизодический характер: известны выступления Пола Саймона в 1991, Дэйва Мэтьюса в 2003, групп Bon Jovi в 2009 и The Black Eyed Peas в 2012 годах